# 仲佳勇
仲佳勇（？—），男，汉族，中国天体物理学家，现任北京师范大学天文系教授、博士生导师、系主任，中国天文学会理事。